# اقینه
اقینه (به لاتین: Aqina) یک منطقهٔ مسکونی در افغانستان است که در ولایت فاریاب واقع شده‌است.